# 四望山寺
四望山寺位於重慶市永川區朱沱鎮四望山村，文物遺址年代為清代，2009年12月15日列為第二批重慶市文物保護單位。